# Praise & Blame
Praise & Blame je devětatřicáté studiové album velšského zpěváka Toma Jonese. Vydala jej v červenci roku 2010 hudební vydavatelství Island Records a Lost Highway Records a jeho producentem byl Ethan Johns. Album je složené z coververzí od různých hudebníků, mezi které patří například Bob Dylan a Jessie Mae Hemphill a obsahuje též tři Jonesovy interpretace tradicionálů. V hitparádě UK Albums Chart se album umístilo na druhé příčce.

## Seznam skladeb
| Pořadí | Název                   | Autor                            | Délka |
| ------ | ----------------------- | -------------------------------- | ----- |
| 1.     | What Good Am I?         | Bob Dylan                        | 3:51  |
| 2.     | Lord Help               | Jessie Mae Hemphill              | 3:41  |
| 3.     | Did Trouble Me          | Susan Werner                     | 4:15  |
| 4.     | Strange Things          | Sister Rosetta Tharpe            | 3:00  |
| 5.     | Burning Hell            | Bernard Bessman, John Lee Hooker | 3:26  |
| 6.     | If I Give My Soul       | Billy Joe Shaver                 | 3:30  |
| 7.     | Don't Knock             | Pops Staples, Wesley Westbrooks  | 2:16  |
| 8.     | Nobody's Fault but Mine | tradicionál                      | 3:40  |
| 9.     | Didn't It Rain          | tradicionál                      | 3:21  |
| 10.    | Ain't No Grave          | Claude Ely                       | 3:08  |
| 11.    | Run On                  | tradicionál                      | 3:58  |

## Obsazení
- Tom Jones – zpěv
- Ethan Johns – banjo, baskytara, kytara, perkuse, mellotron, omnichord
- Booker T. Jones – klavír, varhany
- Dave Bronze – baskytara
- Richard Causon – harmonium
- B. J. Cole – kytara
- Christopher – varhany
- Ian Jennings – baskytara
- Augie Meyers – varhany
- Benmont Tench – klavír
- Henry Spinetti – bicí
- Jeremy Stacey – bicí
- Allison Pierce – doprovodné vokály
- Louis Price – doprovodné vokály
- David Rawlings – doprovodné vokály
- Camilla Staveley – doprovodné vokály
- Emily Staveley – doprovodné vokály
- Jessica Staveley – doprovodné vokály
- Oren Waters – doprovodné vokály
- Gillian Welch – doprovodné vokály
- Terry Young – doprovodné vokály